# Мари-Октябрь
«Мари-Октябрь» (фр. Marie-Octobre, 1959) — французский чёрно-белый художественный фильм Жюльена Дювивье по мотивам одноимённого романа Жака Робера (1948) с участием Даниэль Дарьё, Поля Мёриса, Бернара Блие, Лино Вентуры, Ноэля Роквера, Робера Дальбана, Поля Франкёра, Сержа Реджани, Поля Гера и др.

## Сюжет
Действие фильма происходит в 1959 году. Участники французского Сопротивления, потерявшие друг друга из виду после войны, собираются на вечеринку в загородном доме, где в годы оккупации Франции размещалась штаб-квартира группы. Пятнадцать лет назад при операции захвата группы гестаповцами здесь был убит её командир Пьер Кастиль. Вечеринка организована двумя бывшими подпольщиками — директором дома мод Мари-Элен Дюмолен (подпольная кличка Мари-Октябрь) и нынешним владельцем особняка, промышленником Франсуа Рено-Пикаром. Они случайно узнали от бывшего офицера разведки, работавшего с гестапо и участвовавшего в операции захвата, что предателем был один из членов группы. Это и послужило причиной встречи, цель которой — выяснение, кто совершил предательство.
Почти единогласно собравшиеся голосуют за наказание предателя. Решено, что он должен совершить самоубийство, оставив предсмертную записку. Круг прежних боевых товарищей становится кругом подозреваемых. В процессе воссоздания обстоятельств и деталей вечера налёта гестапо и предшествующих событий выясняется, что свои причины для совершения предательства могли быть у каждого. Подозрения переходят с одного на другого, включая саму Мари-Октябрь. В ходе расследования подвергается пересмотру и образ погибшего командира Кастиля. События развиваются не по задуманному плану…

## История
Сценарий фильма «Мари-Октябрь» написан Жюльен Дювивье по мотивам одноимённого романа Жака Робера (1948) совместно с автором. Экранизация не буквально воспроизводит романную канву — в книге Робера Мари-Октябрь последовательно наносит визиты членам группы, в фильме соблюдено единство места и времени — все участники действия собраны в замкнутом пространстве.
Бюджет картины составил 150 млн франков. Фильм снимался на Студии Булонь кинокомпанией Pathé. В картине участвовали известные актёры — Даниэль Дарьё, Поль Мёрис, Бернар Блие, Лино Вентура, Ноэль Роквер, Робер Дальбан, Поль Франкёр, Серж Реджани, Поль Гёр, Жанна Фузье-Жир. Съёмочный период занял 23 дня — с 17 ноября по 10 декабря 1958 года. Съёмки проводились нетипичным образом: сцены снимались в хронологическом порядке, при постоянном присутствии на съёмочной площадке всех актёров. Сами исполнители ролей до последнего момента не знали, кто из героев картины окажется предателем.
Премьера фильма во Франции состоялась 24 апреля 1959 года.
Существует версия, что на основе фильма Дювивье была снята советская драма Константина Воинова «Трое вышли из леса» (1958), имеющая сходный сюжет. Эту точку зрения не разделял киновед Михаил Трофименков, по мнению которого это не так. В связи с этим он указывал, что в основе обоих работ лежат общие исторические «реалии» обеих стран и особенности подпольной работы: «Представление о подражательности „Троих“ — аберрация сознания: Дювивье и Воинов снимали синхронно. И Франции, и СССР потребовалось десять с лишком лет, чтобы, пережив период духоподъёмных лубков, заговорить об этой войне всерьёз». В 2008 году режиссёром Жозе Дайан был снят ремейк картины — телевизионный фильм под тем же названием с Натали Бай в заглавной роли.

## Создатели
| - Режиссёр-постановщик: Жюльен Дювивье - Авторы сценария: Жюльен Дювивье, Жак Робер, Анри Жансон - Оператор: Робер Лефевр - Художник-постановщик: Жорж Вакевич - Художник по костюмам: Жак Эйм - Композитор: Жан Ятов - Звукорежиссёр: Антуан Аршимбо - Продюсер: Люсьен Виар (фр. Lucien Viard) - Директор фильма: Поль Жоли (фр. Paul Joly) - Производство: Орекс-фильм (фр. Orex films), Абей-фильм (фр. Abbey films), Докса-фильм (фр. Doxa films), Французское общество театра и кино (фр. Société française théâtre et cinéma) | \| Актёр \| Роль \| \| --------------------- \| --------------------------------------------------- \| \| Даниэль Дарьё \| Мари-Элен Дюмолен (Мари-Октябрь) директор дома моды \| \| Поль Мёрис \| Франсуа Рено-Пикар промышленник \| \| Бернар Блие \| Жюльен Симоно адвокат по уголовным делам \| \| Лино Вентура \| Карло Бернарди владелец ночного клуба \| \| Ноэль Роквер \| Этьен Вандамм налоговый инспектор \| \| Робер Дальбан \| Леон Бланше слесарь-сантехник \| \| Поль Франкёр \| Люсьен Маренваль мясник \| \| Серж Реджани \| Антуан Ружье типограф \| \| Поль Гёр \| Ив де Гёвен священник \| \| Даниэль Ивернель[фр.] \| Робер Тибо доктор \| \| Жанна Фузье-Жир[фр.] \| Викторин гувернантка \| |
| Актёр | Роль |
| Даниэль Дарьё | Мари-Элен Дюмолен (Мари-Октябрь) директор дома моды |
| Поль Мёрис | Франсуа Рено-Пикар промышленник |
| Бернар Блие | Жюльен Симоно адвокат по уголовным делам |
| Лино Вентура | Карло Бернарди владелец ночного клуба |
| Ноэль Роквер | Этьен Вандамм налоговый инспектор |
| Робер Дальбан | Леон Бланше слесарь-сантехник |
| Поль Франкёр | Люсьен Маренваль мясник |
| Серж Реджани | Антуан Ружье типограф |
| Поль Гёр | Ив де Гёвен священник |
| Даниэль Ивернель | Робер Тибо доктор |
| Жанна Фузье-Жир | Викторин гувернантка |

## Художественные особенности и критика
Драматургия фильма построена на классических трёх единствах — действия, места и времени. В фильме представлены разные социальные срезы французского общества 1950-х годов: среди бывших подпольщиков — директор дома моды, адвокат, владелец ночного клуба со стриптизом, промышленник, слесарь, священник и др.
Несмотря на «звёздный» состав актёров, картина получила большей частью критические отзывы современников, её сравнивали с американским фильмом «Двенадцать разгневанных мужчин», где действие также происходит «за закрытыми дверями» и принадлежащие к различным социальным слоям герои совместно ищут некую истину. Сравнение было не в пользу «Мари-Октябрь». Французский критик Жан де Баронселли писал в «Le Monde»:

Удивительно то, что при такой гениальной интриге фильм мог бы захватывать зрительское внимание в гораздо большей степени. Конечно, «приёмы работают», мы с готовностью попадаем в расставленные режиссёром маленькие ловушки. Из «спортивного интереса» ищем разгадку, выстраиваем рассуждения. Но внимание остаётся отстранённым. В разворачивающейся на наших глазах драме мы участвуем издалека, как сочувствующие наблюдатели. Мы не так вовлечены в неё, как было в случае с фильмом «Двенадцать разгневанных мужчин». <…> 

Тем не менее, «Мари-Октябрь», конечно, будет иметь большой успех у зрителей. Интрига, придуманная
Жаком Робером, живые диалоги Анри Жансона заставят зрителей забыть о слабых сторонах истории. Что касается актёров, они все превосходны.
Оригинальный текст (фр.)Cette histoire est ingénieuse, et l'on s'étonne de n'être pas davantage pris, passionné, captivé par le film de Julien Duvivier. On « marche » certes, et l'on tombe volontiers dans les petits traquenards que nous tend le réalisateur. Par amour du « sport » on cherche des solutions au problème, on élabore des raisonnements. Mais notre attention demeure superficielle. Nous ne participons que de loin, en amateurs, au drame qui se déroule sous nos yeux. Nous ne nous sentons pas impliqués dans cette affaire comme nous l'étions dans celle des Douze hommes en colère. <…> 

Il n'en reste pas moins que Marie-Octobre remportera certainement un grand succès auprès du public. Le suspense imaginé par Jacques Robert, la vivacité du dialogue d'Henri Jeanson, feront oublier aux spectateurs les faiblesses du récit. Quant aux comédiens, ils sont tous excellents.
— Le Monde. 28 апреля 1959
Критики отмечали механистичность и расчисленность действия, схематичность и «неодушевлённость» персонажей, представляющих не живые образы, а социальные типы и потому не вызывающих сочувствия. Критик журнала «Combat» Пьер Макабрю (фр. Pierre Macabru) сравнивал действие с разыгрываемой по расписанным правилам шахматной партией, вовлечься в которую зрителю сложно при всём желании. По оценке критика «France Soir» Робера Шазаля, режиссёр представляет драматическую историю с хладнокровием хирурга: мастерски препарирует персонажей, режет и сшивает сюжетные линии, не оставляя места для эмоций, — будто всё происходит под анестезией. Всё слишком продуманно, механистично и искусственно — ни одного случайного слова и жеста героев, лишнего движения камеры. Роскошное убранство загородного особняка, где разворачивается действие, создаёт впечатление театральной декорации.
Фоном действия и метафорой картины служит транслирующийся по телевизору матч по реслингу, на который то и дело пытается отвлечься герой Поля Франкёра. По оценке «Radio Cinéma», оборачивающаяся «сведением счётов», «стиркой грязного белья» и «кровавой развязкой» борьба друг с другом бойцов Сопротивления, когда-то сражавшихся и страдавших вместе, оставляет у зрителя гнетущее впечатление, но не может стать поводом для пересмотра истории Франции.

## Комментарии
1. ↑  Реслеры: Иска Хан[фр.], Кинг-Конг Таверн (фр. King-Kong Taverne), Поль Вийар (фр. Paul Villard), Роже Делапорт (фр. Roger Delaporte), Рене Брежо (фр. René Brejot).